# Okienko ślimaka

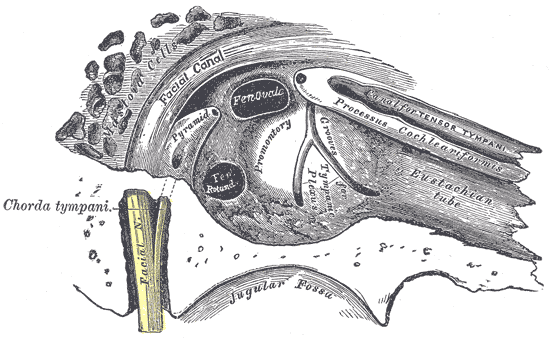
Widok na wewnętrzną ścianę jamy bębenkowej. Okienko ślimaka widoczne jako niższa z dwóch ciemniejszych struktur, opisana „Fen. Rotund”.

Okienko ślimaka, okienko okrągłe (fenestra cochleae, fenestra rotunda) – w anatomii człowieka błoniaste okienko łączące ucho środkowe wypełnione powietrzem z uchem wewnętrznym wypełnionym płynem. Okienko jest zamknięte błoną bębenkową wtórną (membrana tympani secundaria; nie należy jej mylić z błoną bębenkową). Okienko ślimaka jest położone tuż obok okienka przedsionka.
Pod wpływem drgań błony bębenkowej przenoszonych przez kosteczki słuchowe na podstawę strzemiączka okienko przedsionka jest wpuklane i tym samym dochodzi do przemieszczenia płynów ślimaka (które – w przeciwieństwie do powietrza – stanowią adekwatny bodziec dla zewnętrznych komórek Deitersa narządu Cortiego). Równocześnie musi nastąpić wyrównawcze wypuklenie wtórnej błony bębenkowej okienka ślimaka do ucha środkowego, aby przemieszczenie płynu mogło mieć miejsce.